# In My Lifetime, Vol. 1
| Críticas profissionais                                                      | Críticas profissionais |
| Avaliações da crítica                                                       | Avaliações da crítica  |
| Fonte                                                                       | Avaliação              |
| --------------------------------------------------------------------------- | ---------------------- |
| Allmusic                                                                    | [ 1 ]                  |
| Chicago Tribune                                                             | [ 2 ]                  |
| Robert Christgau                                                            | [ 3 ]                  |
| Entertainment Weekly                                                        | (B+)                   |
| Rolling Stone                                                               | [ 5 ]                  |
| The Source                                                                  | [ 6 ]                  |
| Spin                                                                        | (5/10)                 |
| USA Today                                                                   | [ 8 ]                  |
| Vibe                                                                        | (mista)                |
| Yahoo! Music                                                                | (favorável)            |
| Esta tabela precisa de ser acompanhada por texto em prosa. Consulte o guia. |                        |

In My Lifetime, Vol. 1 é o segundo álbum de estúdio de Jay-Z, lançado em 1997. Este álbum está na lista dos 200 álbuns definitivos no Rock and Roll Hall of Fame. Apesar da crítica mista sobre o som mais orientado para o mainstream e a substância lírica, o álbum estreou no número 3 da Billboard 200 americana com 138.000 cópias vendidas na primeira semana, e foi certificado como disco de platina em vendas pela RIAA nos Estados Unidos.

## Música
O álbum apresenta contribuições de Foxy Brown, Babyface, Blackstreet, Teddy Riley, Too $hort, Lil' Kim, e Puff Daddy. Os produtores de Reasonable Doubt como DJ Premier e Ski contribuiram para um número limitado de batidas neste álbum, apesar da maioria da produção é tratada pelos beatmakers do selo Bad Boy do Puff Daddy, dando ao álbum um som mais brilhante do que seu antecessor. É exibida uma mudança do temas de mafioso rap do seu primeiro lançamento para a assim chamada "era jiggy" do hip-hop no final dos anos '90, muitas vezes creditada a videos e álbuns de Puff Daddy e os artistas da sua gravadora Bad Boy, incluindo The Notorious B.I.G. (os primeiros dois singles de seu segundo álbum foram enormes hits) e Mase.

## Faixas
| #  | Título                                                  | Produtor(es)                                                      | Duração |
| -- | ------------------------------------------------------- | ----------------------------------------------------------------- | ------- |
| 1  | "Intro: A Million and One Questions/Rhyme No More"      | DJ Premier                                                        | 3:21    |
| 2  | "The City Is Mine" (feat. Blackstreet)                  | Teddy Riley & Chad Hugo                                           | 4:02    |
| 3  | "I Know What Girls Like" (feat. Lil' Kim & Puff Daddy)  | Sean "Puffy" Combs, Ron "Amen-Ra" Lawrence for The Hitmen         | 4:50    |
| 4  | "Imaginary Player"                                      | Daven "Prestige" Vanderpool for The Hitmen                        | 3:57    |
| 5  | "Streets Is Watching"                                   | Ski                                                               | 3:58    |
| 6  | "Friend or Foe '98"                                     | DJ Premier                                                        | 2:09    |
| 7  | "Lucky Me"                                              | Steven "Stevie J" Jordan para The Hitmen & Buckwild para D.I.T.C. | 4:59    |
| 8  | "(Always Be My) Sunshine" (feat. Foxy Brown & Babyface) | Daven "Prestige" Vanderpool for The Hitmen                        | 4:43    |
| 9  | "Who You Wit II"                                        | Ski                                                               | 4:29    |
| 10 | "Face Off" (feat. Sauce Money)                          | Poke and Tone                                                     | 3:31    |
| 11 | "Real Niggaz" (feat. Too Short)                         | Anthony Dent                                                      | 5:07    |
| 12 | "Rap Game/Crack Game"                                   | Big Jaz                                                           | 2:40    |
| 13 | "Where I'm From"                                        | Deric "D-Dot" Angelettie, Ron "Amen-Ra" Lawrence para The Hitmen  | 4:26    |
| 14 | "You Must Love Me" (feat. Kelly Price)                  | Nashiem Myrick para The Hitmen                                    | 5:47    |

## Histórico nas paradas
Álbum
| Tabela (1997)                         | Melhor posição |
| ------------------------------------- | -------------- |
| U.S. Billboard 200                    | 3              |
| U.S. Billboard Top R&B/Hip Hop Albums | 1              |

Singles
| Ano  | Canção                    | Billboard Hot 100 | Hot R&B/Hip-Hop Singles & Tracks | Hot Rap Singles |
| ---- | ------------------------- | ----------------- | -------------------------------- | --------------- |
| 1997 | "Who You Wit"             | #84               | #25                              | #18             |
| 1997 | "(Always Be My) Sunshine" | #95               | #37                              | #16             |
| 1998 | "The City Is Mine"        | #52               | #37                              | #14             |